# Ньюток (Аляска)
Ньюток (англ. Newtok) — переписна місцевість (CDP) в США, в окрузі Бетел штату Аляска. Населення — 209 осіб (2020).

## Географія
Ньюток розташований за координатами 60°56′6″ пн. ш. 164°38′45″ зх. д. / 60.93500° пн. ш. 164.64583° зх. д. (60.935052, -164.645901).  За даними Бюро перепису населення США в 2010 році переписна місцевість мала площу 3,74 км², з яких 3,44 км² — суходіл та 0,31 км² — водойми.

## Демографія
Згідно з переписом 2010 року, у переписній місцевості мешкали 354 особи в 70 домогосподарствах у складі 57 родин. Густота населення становила 95 осіб/км².  Було 72 помешкання (19/км²).
Расовий склад населення:
| - 96,0 % — корінних американців - 2,8 % — білих - 0,3 % — азіатів |

До двох чи більше рас належало 0,8 %. Частка іспаномовних становила 0,3 % від усіх жителів.
За віковим діапазоном населення розподілялося таким чином: 47,2 % — особи молодші 18 років, 45,7 % — особи у віці 18—64 років, 7,1 % — особи у віці 65 років та старші. Медіана віку мешканця становила 20,2 року. На 100 осіб жіночої статі у переписній місцевості припадало 125,5 чоловіків;  на 100 жінок у віці від 18 років та старших — 128,0 чоловіків також старших 18 років.
Середній дохід на одне домашнє господарство  становив 43 343 долари США (медіана — 38 125), а середній дохід на одну сім'ю — 45 822 долари (медіана — 40 000). За межею бідності перебувало 42,3 % осіб, у тому числі 52,1 % дітей у віці до 18 років та 12,5 % осіб у віці 65 років та старших.
Цивільне працевлаштоване населення становило 89 осіб. Основні галузі зайнятості: освіта, охорона здоров'я та соціальна допомога — 32,6 %, публічна адміністрація — 29,2 %, роздрібна торгівля — 16,9 %, транспорт — 11,2 %.